# 트릭스터

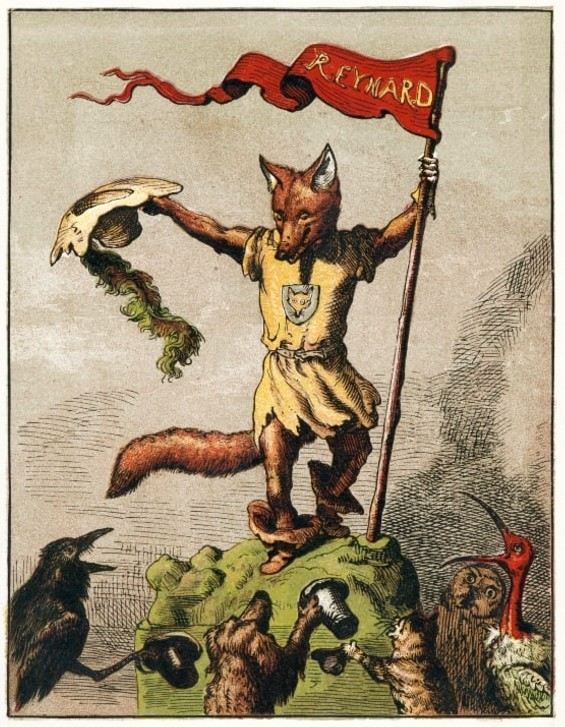
동화 《여우 이야기》의 트릭스터 르나르.

트릭스터(trickster)는 신화 등의 이야기에서 신과 자연계의 질서를 깨고 장난을 좋아하는 장난꾸러기 인물이다. 선과 악, 파괴와 생산, 현자와 바보같은 완전히 다른 양면성을 겸비한 것이 특징이다.

## 트릭스터의 사례
- 그리스 신화 - 에리스, 프로메테우스, 헤르메스, 오디세우스, 시시포스
- 노르드 신화 - 로키
- 독일 민담 - 틸 오일렌슈피겔, 하멜른의 피리 부는 사나이
- 마야 신화 - 후나흐프와 이슈발랑케
- 멕시코 민담 - 페드로 우르데말레스
- 마오리 신화 - 마우이
- 바빌로니아 신화 - 릴리스
- 바스크 신화 - 산마르틴 트지키
- 여러 북미 원주민 민담 - 코요테
- 서아프리카 신화 - 아난시
- 스페인 민담 - 돈 후안
- 슬라브 신화 - 벨레스
- 시칠리아 민담 - 기우파
- 아베나키 신화 - 아제반
- 아스테카 신화 - 후에후에코요틀
- 오지브와 신화 - 나나보조
- 이누이트 신화 - 아마구크
- 이슬람 신화 - 지니, 나스레딘
- 이집트 신화 - 세트
- 인도네시아 민담 - 작은사슴
- 일본 신화 - 스사노오, 키츠네, 타누키, 갓파
- 잉글랜드 민담 - 로빈 후드
- 켈트 신화 - 요정족
  - 아일랜드 신화 - 레프리컨, 브리크루
  - 웨일스 신화 - 그위디온, 탈리에신, 모건 르 페이
- 코카서스 신화 - 소스루코
- 티베트 신화 - 아쿠 톤파
- 프랑스 민담 - 여우 르나르
- 한국 민담 - 구미호, 도깨비
- 힌두 신화 - 크리슈나, 모히니

## 같이 보기
- 미국 원주민
- 클로드 레비스트로스